# Euphoria histrionica
Euphoria histrionica är en skalbaggsart som beskrevs av Thomson 1878. Euphoria histrionica ingår i släktet Euphoria och familjen Cetoniidae. Inga underarter finns listade i Catalogue of Life.